# Saint-Just-et-Vacquières
Saint-Just-et-Vacquières (okzitanisch: Sent Just e Vaquièiras) ist eine französische Gemeinde mit 326 Einwohnern (Stand: 1. Januar 2022) im Département Gard in der Region Okzitanien (vor 2016 Languedoc-Roussillon). Sie gehört zum Arrondissement Alès und zum Kanton Alès-2.

## Geographie
Saint-Just-et-Vacquières liegt etwa zehn Kilometer östlich von Alès. Umgeben wird Saint-Just-et-Vacquières von den Nachbargemeinden Brouzet-lès-Alès im Norden, Seynes im Nordosten, Aigaliers im Osten und Südosten, Baron im Südosten, Euzet im Süden, Saint-Hippolyte-de-Caton im Süden und Südwesten, Monteils im Südwesten, Mons im Westen sowie Les Plans im Nordwesten.

## Bevölkerungsentwicklung
| Jahr                       | 1962 | 1968 | 1975 | 1982 | 1990 | 1999 | 2006 | 2020 |
| -------------------------- | ---- | ---- | ---- | ---- | ---- | ---- | ---- | ---- |
| Einwohner                  | 168  | 136  | 141  | 190  | 231  | 259  | 263  | 322  |
| Quellen: Cassini und INSEE |      |      |      |      |      |      |      |      |

## Trivia
2015 wurde hier der Film «Adieu, mein Lehrer» (französisch: Mon maître d’école) von Emilie Thérond, Journalistin und ehemalige Schülerin, gedreht. Er zeigt Episoden aus dem letzten von 40 Schuljahren des Lehrers und Bürgermeisters Jean-Michel Burel und seiner aus vier Klassen bestehenden Dorfschule.